# Paul Struye
Paul Victor Antoine Struye (* 1. September 1896 in Gent; † 16. Februar 1974 in Ixelles/Elsene) war ein belgischer Rechtswissenschaftler, Hochschullehrer, Politiker der Christelijke Volkspartij (CVP)-Parti Social Chrétien (PSC) sowie zweimaliger langjähriger Präsident des Senats.

## Biografie
Nach dem Schulbesuch studierte er Rechtswissenschaft und war nach der Promotion zum Doktor der Rechtswissenschaften als Hochschullehrer an der Katholischen Universität Löwen tätig.
Seine politische Laufbahn begann er 1936 mit der Wahl zum Mitglied des Gemeinderates (Gemeenteraad) von Elsene. Diesem gehörte er zunächst bis 1938 und dann erneut von 1945 bis 1959 an. 1946 wurde er zum Senator gewählt und vertrat als solcher bis 1973 den Wahlkreis Brüssel-Halle-Vilvoorde. 1952–1958 gehörte er dem Europäischen Parlament an.
Am 20. März 1947 wurde Struye zum Justizminister in die Regierung von Premierminister Paul-Henri Spaak berufen und gehörte dieser bis zum 27. November 1948 an.
Am 27. Juni 1950 wurde er schließlich erstmals Präsident des Senats und bekleidete diese Funktion bis zum 12. März 1954. Am 24. Juni 1958 wurde er wiederum Senatspräsident und hatte dieses Amt schließlich bis zu seinem Ausscheiden aus dem Senat am 5. Oktober 1973 inne.
Am 23. Dezember 1958 wurde ihm neben einigen anderen Personen der Ehrentitel Staatsminister (Ministre d’Etat) verliehen.